# Факультет права та адміністрації Університету Миколи Коперника в Торуні (Польща)
Факультет права та адміністрації Університету Миколи Коперника в Торуні (WPiA UMK) – один із 16 факультетів Університету Миколи Коперника в Торуні.

## Місцезнаходження
Місцезнаходження факультету знаходиться в західній частині міста, в районі Bielany, в районі Miasteczko Akademickie, на ul. Владислава Боярського 3.

## Історія
|                                                       |
| Колегіум Мінус, колишнє місце розташування факультету |

|                                                                              |
| Гуртожиток № 12, у 1995-2001 роках місце розташування відділу з прав людини. |

|                            |
| Огляд факультету із заходу |

Співзасновником кафедри був польський юрист, історик кримінального права Кароль Корань. У 1964–1973 рр. професором цього факультету був Казімеж Коляньчик, який сприяв відновленню розпорошеної книгозбірні юридичного факультету. Кафедра прав людини факультету права та адміністрації у співпраці з Науковим товариством організації та менеджменту «Дом Органа» щорічно організовує Всеукраїнську предметну олімпіаду для учнів старших класів з прав людини. Факультет віднесено до категорії А наукових підрозділів. У рейтингу тижневика «Wprost» за 2014 рік. Факультет посів 3 місце серед юридичних факультетів Польщі.
До 1999 року місцем розташування факультету був будинок Колегіуму Мінус (у народі «Гармошка»).

## Органи влади

### Колегія деканів
У 2020-2024 роках  :
| Позиція                                  | Ім'я та прізвище                      |
| ---------------------------------------- | ------------------------------------- |
| Дін                                      | проф. доктор хаб. Збігнєв Вітковський |
| Заступник декана з міжнародної співпраці | доктор хаб. Мацей Серованєць          |
| Заступник декана з економіки та розвитку | доктор хаб. Яцек Вантох-Рековський    |
| Заступник декана по роботі зі студентами | доктор хаб. Пйотр Рачка               |

### Декани
- 1946–1947 рр. – проф. Міхал Вишинський
- 1947–1953 рр. – проф. Владислав Намисловський
- 1958–1960 – проф. Войцех Гейнош
- 1960–1965 – проф. Вацлав Давидович
- 1965–1967 – проф. Олександр Куницький
- 1967–1969 – проф. Ян Краєвський
- 1969–1972 – проф. Вацлав Шишковський
- 1972–1976 – проф. Чеслав Ячковяк
- 1976–1978 – проф. Ян Глуховський
- 1978–1981 – проф. Андрій Марек
- 1981–1982 – проф. Ян Лопускський
- 1982–1985 – проф. Мирослав Нестерович
- 1986–1987 – док. Елігіуш Дргас
- 1987–1990 рр. – проф. Маріанський стовп
- 1990–1996 – проф. Річард Лашевський
- 1996–1999 рр. – проф. Гжегож Ґодзьевич
- 1999–2005 – проф. Збігнєв Вітковський
- 2005–2012 рр. – проф. Андрій Сокала
- 2012–2016 – д-р хаб. Томаш Юстинський
- З 2016 р. – проф. Збігнєв Вітковський

## Організаційна структура
| одиниця                                                             | Менеджер                                         |
| ------------------------------------------------------------------- | ------------------------------------------------ |
| Кафедра історії політичних і правових вчень та німецького права     | проф. доктор хаб. Данута Яницька                 |
| Кафедра римського права, історії права та державного устрою         | доктор хаб. Марек Собчик, проф. NCU              |
| Кафедра кримінального процесу та криміналістики                     | проф. доктор хаб. Аркадіуш Лах                   |
| відділ прав людини                                                  | проф. доктор хаб. Божена Гроновська              |
| Кафедра адміністративного права                                     | доктор хаб. Пьотр Ронка, проф. NCU               |
| Кафедра цивільного права                                            | доктор хаб. Томаш Юстинський, проф. NCU          |
| Кафедра господарського права, морського права та цивільного процесу | доктор хаб. Анна Мошинська, проф. NCU            |
| Кафедра права публічних фінансів                                    | доктор хаб. Войцех Моравський, проф. NCU         |
| Кафедра кримінального права                                         | проф. доктор хаб. Віолетта Конарська-Вжосек      |
| Кафедра конституційного права                                       | проф. доктор хаб. Збігнєв Вітковський            |
| Кафедра міжнародного та європейського права                         | вакансія                                         |
| Кафедра природоохоронного та публічно-господарського права          | проф. доктор хаб. Бартош Ракоці                  |
| Кафедра трудового права                                             | доктор хаб. Маржена Шабловська-Юцкевич           |
| Кафедра страхового та медичного права                               | доктор хаб. Моніка Валаховська, проф. NCU        |
| Кафедра теорії права і держави                                      | доктор хаб. Олександра Кустра-Рогатка, проф. NCU |
| Центр дослідження кіберзлочинності                                  | проф. доктор хаб. Аркадіуш Лах                   |
| Центр виборчих досліджень                                           | проф. доктор хаб. Андрій Сокала                  |
| Куявсько-Поморський академічний центр природоохоронного права       | проф. доктор хаб. Бартош Ракоці                  |
| Центр фіскальних досліджень                                         | доктор хаб. Кшиштоф Ласінскі-Сулецький           |

## Курси навчання
- Закон
- Адміністрування
- Європейські студії
- Податкові консультації

## Організації
На кафедрі працює:
- Студентська рада,
- Університетська юридична клініка ,
- «Клініка 42» надання правової допомоги засудженим,
- Європейська асоціація студентів права ELSA Польща.

### Наукові клуби
- Коло нематеріальних благ
- Гурток історії держави і права
- Коло Homo Homini
- Гурток криміналістики
- Науковий гурток медіації та риторики "Консенсус"
- Науковий гурток міжнародного комерційного права
- Науковий гурток цивільного процесу
- Науковий гурток адміністративного права
- Науковий гурток господарського права
- Науковий гурток природоохоронного права
- Науковий гурток права ринку капіталу
- Науковий гурток публічного господарського права
- Коло міжнародного публічного права
- Гурток податкового права
- Гурток порівняльного правознавства
- Гурток трудового права
- Студентський науковий гурток - Студентський дебатний клуб
- Студентський науковий гурток політико-правових вчень
- Студентський науковий гурток кримінального права
- Студентський науковий гурток медичного права "Lex Medica"
- Студентський науковий гурток права нових технологій
- Науковий гурток спортивного права "Lex Sportiva"
- Студентський науковий гурток європейського права
- Студентський науковий гурток виборчого права
- Студентський гурток цивільного та сімейного права